# Wais Barmak
Wais Ahmad Barmak (Kabul, 1972) es un político y arquitecto afgano, quien sirvió como Ministro del Interior. Así mismo, también se desempeñó como Ministro de Gestión de Desastres y Asuntos Humanitarios y como Ministro de Rehabilitación y Desarrollo Rural.

## Biografía

### Primeros años y educación
Barmak nació en 1972 en Kabul, entonces capital del Reino de Afganistán. Se graduó en el Departamento de Arquitectura de la Universidad de Kabul. Luego, realizó una Maestría en la Escuela de Estudios Orientales y Africanos (SOAS) de la Universidad de Londres, de la cual se graduó en 2004.

### Carrera profesional
En la década de 1990, Barmak comenzó a trabajar como asistente de campo del Comité Internacional de la Cruz Roja y como oficial Órgano de Coordinación de la Agencia para el Socorro Afgano, y más tarde como oficial de programas de la Misión de Asistencia de las Naciones Unidas en Afganistán (UNAMA).
Barmak se desempeñó como Asesor Principal del Departamento de Gestión y Preparación para Desastres de Afganistán y como funcionario de alto nivel del Ministerio de Rehabilitación y Desarrollo Rural (MRRD) afgano en 2004.
Posteriormente fue Asesor Principal de Programas y Desarrollo de Capacidades, Asesor/Coordinador Principal del Programas Nacional de Acceso Rural y Director Ejecutivo del Programa Nacional de Solidaridad del MRRD. En 2008 se convirtió en Viceministro de Programas del MRRD.
Aliado del exvicepresidente Mohammed Fahim, fue nominado al cargo de Ministro de Rehabilitación y Desarrollo Rural en enero de 2010, pero su nominación fue rechazada por la Cámara del Pueblo; en cambio, Jarullah Mansouri obtuvo el cargo. Dos años más tarde, el entonces presidente Hamid Karzai nominó a Barmak para el mismo cargo y esta vez su nominación fue aprobada. Bajo su liderazgo, el Programa Nacional de Solidaridad del ministerio apoyó 70.000 proyectos de infraestructura rural, tales como caminos, puentes, muros de contención, muros de protección, sistemas de riego, las escuelas, las clínicas.
En 2014, después de que la administración de Karzai fuera reemplazada por la administración de Ashraf Ghani Ahmadzai, Barmak comenzó a servir como Representante Especial de Asuntos Humanitarios del presidente Ghani. Así mismo, se convirtió en el asesor de Ghani en la Zona Norte, teniendo la tarea de evaluar el desempeño de los funcionarios y agencias gubernamentales, así como de luchar contra la corrupción.
En octubre de 2015, Barmak volvió a ser ministro, cuando fue designado para dirigir la Autoridad Nacional de Gestión de Desastres de Afganistán, que estaba siendo ascendida a ministerio.
El 13 de agosto de 2017, Barmak fue nombrado Ministro del Interior de Afganistán.